# Peter Dumbreck
Peter Dumbreck (ur. 13 października 1973 w Kirkcaldy) – brytyjski kierowca wyścigowy.

## Kariera
Dumbreck rozpoczął karierę w międzynarodowych wyścigach samochodowych w 1994 roku od startów w Formule Vauxhall Junior, gdzie ośmiokrotnie wygrywał. Uzbierane 174 punkty pozwoliły mu zdobyć tytuł mistrza serii. W późniejszych latach Brytyjczyk pojawiał się także w stawce Formuły Vauxhall, Brytyjskiej Formuły 3, Grand Prix Makau, Masters of Formula 3, Super GT, Japońskiej Formuły 3, Grand Prix Makau, 24-godzinnego wyścigu Le Mans, Formuły Nippon, Deutsche Tourenwagen Masters, 24h Nürburgring, Niemieckiego Pucharu Porsche Carrera, Porsche Supercup, Le Mans Series, FIA GT Championship, American Le Mans Series, Omnitel 1000km Race, International GT Open, FIA GT1 World Championship, VLN Endurance, V8 Supercars, FIA World Endurance Championship, ADAC GT Masters, Blancpain Endurance Series oraz United Sports Car Championship.

## Wyniki w 24h Le Mans
| Rok  | Zespół                 | Partnerzy                        | Samochód                   | Klasa     | Okr. | Poz. | Klasa Pos. |
| ---- | ---------------------- | -------------------------------- | -------------------------- | --------- | ---- | ---- | ---------- |
| 1999 | AMG-Mercedes           | Christophe Bouchut Nick Heidfeld | Mercedes-Benz CLR          | LMGTP     | 75   | NU   | NU         |
| 2006 | Spyker Squadron b.v.   | Donny Crevels Tom Coronel        | Spyker C8 Spyder GT2-R     | GT2       | 40   | NU   | NU         |
| 2008 | Snoras Spyker Squadron | Ralf Kelleners Aleksiej Wasiljew | Spyker C8 Laviolette GT2-R | GT2       | 43   | NU   | NU         |
| 2010 | Spyker Squadron        | Tom Coronel Jeroen Bleekemolen   | Spyker C8 Laviolette GT2-R | GT2       | 280  | 27   | 9          |
| 2012 | JRM                    | David Brabham Karun Chandhok     | HPD ARX-03a                | LMP1      | 357  | 6    | 6          |
| 2013 | Aston Martin Racing    | Darren Turner Stefan Mücke       | Aston Martin Vantage GTE   | LMGTE Pro | 314  | 17   | 3          |